# 岳麓南氏弱斑蛛
岳麓南氏弱斑蛛（学名：Ischnathyreus yueluensis）为卵形蛛科弱斑蛛属的动物。在中国大陆，分布于湖南等地。